# Fulton Street (métro de New York)
Fulton Street est une station souterraine du métro de New York située dans le Financial District à Manhattan. Elle est située sur quatre lignes (au sens de tronçons du réseau), l'IRT Broadway-Seventh Avenue Line (métros rouges) et l'IRT Lexington Avenue Line (métros verts), issues du réseau de l'ancienne Interborough Rapid Transit Company (IRT), l'IND Eighth Avenue Line issue du réseau de l'ancien Independent Subway System (IND) et la BMT Nassau Street Line qui vient quant à elle de l'ancienne Brooklyn-Manhattan Transit Corporation (BMT). Sur la base de la fréquentation, la station figurait au 12e rang sur 421 en 2012. À terme, la station sera remplacée par le Fulton Street Transit Center qui permettra également un transfert sur la BMT Broadway Line. Son ouverture est prévue pour juin 2014,.

## Services aux voyageurs

### Desserte
Au total, huit services y circulent :
- les métros 2, 4 et A y transitent 24/7 ;
- les métros 3, 5 et C s'y arrêtent tout le temps sauf la nuit (late nights) ;
- la desserte J y circule en semaine ;
- la desserte Z fonctionne en semaine durant les heures de pointe dans la direction la plus encombrée.